# Richard C. Partridge
Richard Clare Partridge (* 15. Februar 1899 in Boston, Massachusetts; † 23. Juli 1976 in New London, New London County, Connecticut) war ein Generalmajor der United States Army. Er war unter anderem Kommandeur der 5. Infanteriedivision.
Richard Partridge studierte zunächst für einige Zeit an der Harvard University und dann an der United States Military Academy in West Point. Nach seiner Graduation im Jahr 1920 wurde er als Leutnant in das Offizierskorps des US-Heers aufgenommen. In der Armee durchlief er anschließend alle Offiziersränge vom Leutnant bis zum Zwei-Sterne-General.
Im Lauf seiner militärischen Karriere absolvierte Richard Partridge verschiedene Kurse und Schulungen. Dazu gehörten unter anderem das Command and General Staff College. Außerdem war er Gaststudent an einer deutschen Militärakademie.
In seinen jüngeren Jahren absolvierte er den für Offiziere in den niederen Rangstufen üblichen Dienst in unterschiedlichen Einheiten und Standorten. Dazu gehörten auch Aufgaben als Stabsoffizier in verschiedenen Hauptquartieren. Im Juni 1940 wurde er amerikanischer Militärattaché in Ungarn. Diesen Posten bekleidete er bis zum 11. Dezember 1941. Diese Zeit war in Europa bereits seit 1939 von den Ereignissen des Zweiten Weltkriegs überschattet. Seit dem 7. Dezember 1941 nahmen auch die Vereinigten Staaten an diesem Krieg teil.
Nach seiner Heimkehr in die Vereinigten Staaten setzte er seine Offizierslaufbahn fort. Bis zum August 1942 war er in der Stabsabteilung für Nachrichtendienste (G2) beim II. Korps, das in Großbritannien stationiert war, tätig. Danach wurde er zum Alliierten Hauptquartier der Truppen in Nordafrika versetzt, wo er zwischen August 1942 und Oktober 1943 in der Stabsabteilung G3 für Operationen arbeitete. In der Folge wechselte er zum Stab der 15th Army Group, die ebenfalls in Nordafrika operierte. Auch dort war er Stabsoffizier in deren Abteilung G3. Danach gehörte er der Abteilung G3 der 1st Army Group an.
Zwischen April und Juni 1944 leitete Partridge die Stabsabteilung G3 des VII. Korps, mit dem er an der Landung der Alliierten in der Normandie teilnahm. Wenige Tage später erhielt er das Kommando über das 358. Infanterieregiment, das er etwa drei Wochen lang bis Anfang Juli 1944 innehatte und das ebenfalls in Frankreich eingesetzt war. Danach kehrte er zum Stab des VII. Korps zurück, wo er im weiteren Verlauf bis zu dessen Stabschef aufstieg. Diesen Posten bekleidete er bis zum September 1945.
Zwischen September 1945 und März 1946 gehörte Partridge dem Stab der Army Ground Forces an. Daran schloss sich eine Versetzung nach Jugoslawien an, wo er in den Jahren 1946 bis 1949 amerikanischer Militärattaché war. In dieser Eigenschaft war er im Jahr 1946 mit der Aufklärung des Abschusses einer amerikanischen Maschine befasst, bei der fünf amerikanische Soldaten ums Leben kamen. Das führte zu einer formellen Entschuldigung durch den jugoslawischen Staatschef Josip Broz Tito.
Nach seiner Zeit in Jugoslawien war Richard Partridge im Militärgeheimdienst tätig. Zunächst leitete er die Stabsabteilung G2 bei EUCOM bzw. dessen Vorgängerorganisation. Im Jahr 1952 leitete er die Abteilung J2 (Nachrichtendienste) bei den Joint Chiefs of Staff. Danach übte er zwischen August 1952 und November 1953 die gleiche Tätigkeit beim Heeresministerium aus. Allerdings stieß seine Arbeit auf Widerspruch und Senator Joseph McCarthy warf ihm absolute Inkompetenz vor. Daraufhin wurde er von seinem Amt im Heeresministerium entbunden.
Am 25. Mai 1954 übernahm Partridge das Kommando über die 5. Infanteriedivision, die damals in Deutschland stationiert war. Dieses Kommando bekleidete er bis zum 30. Juni 1955. Seine letzte militärische Aufgabe führte ihn nach Thailand, wo er bis 1959 die amerikanische Militärberatergruppe für dieses Land leitete. Anschließend ging er in den Ruhestand.
Richard Partridge starb am 23. Juli 1976 und wurde auf dem Friedhof der Militärakademie in West Point beigesetzt.

## Orden und Auszeichnungen
Richard Partridge erhielt im Lauf seiner militärischen Laufbahn unter anderem folgende Auszeichnungen:
- Army Distinguished Service Medal
- Legion of Merit
- Bronze Star Medal
- Purple Heart